# Cannon (série télévisée)
Pour les articles homonymes, voir Cannon.

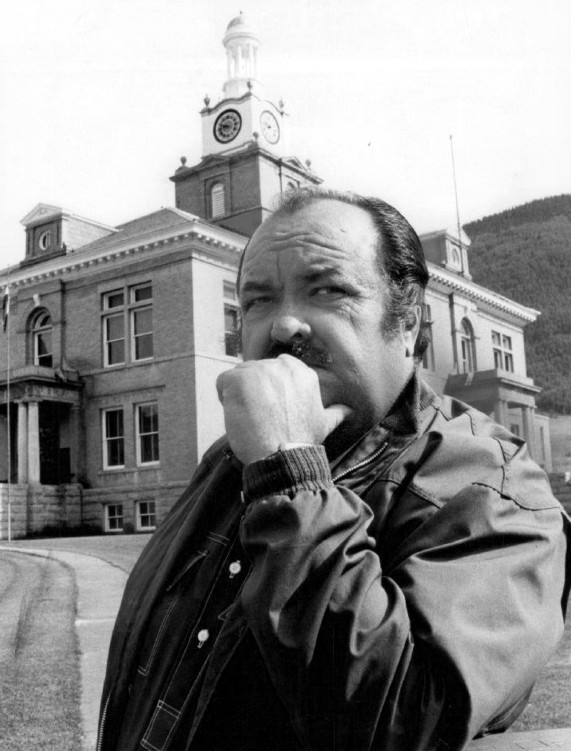
William Conrad Cannon

Cannon est une série télévisée américaine en 124 épisodes de 50 minutes, créée par Edward Hume, produite par Quinn Martin, et diffusée entre le 26 mars 1971 et le 3 mars 1976 sur le réseau CBS. Elle a été suivie d'un téléfilm diffusé le 1er novembre 1980 toujours sur CBS.
En France, la série a été diffusée à partir du 25 février 1973 au 5 juin 1974 sur la troisième chaîne couleur de l'ORTF.

## Synopsis
Frank Cannon, ancien flic au physique imposant, propose ses services de détective privé à une clientèle fortunée, et de préférence féminine, de Californie. Ses honoraires élevés lui permettent d'assouvir ses goûts de luxe, notamment en matière culinaire et automobile.

## Distribution
- William Conrad (VF : Claude Bertrand puis Roger Lumont) : Frank Cannon

## Épisodes

### Première saison (1971-1972)
1. Pilote - 1re partie (Cannon - Part 1)
2. Pilote - 2e partie (Cannon - Part 2)
3. Le Rodéo de la mort (Salinas Jackpot)
4. Un bon conseil (Death Chain)
5. Pièges (Call Unicorn)
6. Trafic aérien (Country Blues)
7. L'Appel silencieux (Scream of Silence)
8. Des morts dans une ville fantôme (Fool's Gold)
9. Le Cercueil électrique (The Girl in the Electric Coffin)
10. Une longue journée (Dead Pigeon)
11. Meurtre sur la plage (A Lonely Place to Die)
12. Adieu et bonne chance (No Pockets in a Shroud)
13. Panique (Stone Cold Dead)
14. Traquenards (Death Is a Double Cross)
15. Cauchemars (The Nowhere Man)
16. Plan de vol (Flight Plan)
17. Regarde toujours devant toi (Devil's Playground)
18. La Trésor de Saint Ignace (Treasure of San Ignacio)
19. L'Imposteur (Blood On the Vine)
20. Le Cobaye (To Kill a Guinea Pig)
21. Le Canard laqué (The Island Caper)
22. Le Gourou (A Deadly Quiet Town)
23. Attaque aérienne (A Flight of Hawks)
24. L'Incendiaire (The Torch)
25. Amour fraternel (Cain's Mark)
26. Meurtre au clair de lune (Murder By Moonlight)

### Deuxième saison (1972-1973)
1. Gardez-moi de mes amis (Bad Cats and Sudden Death)
2. Objecteur de conscience (Sky Above, Death Below)
3. Le Magicien (Bitter Legion)
4. Les Droits de la défense (That Was No Lady)
5. Faux témoignage (Stakeout)
6. Les Prédateurs (The Predators)
7. Stupéfiants (A Long Way Down)
8. Chantage en divorce (The Rip-Off)
9. L'Excès en tout est un défaut (Child of Fear)
10. L'Ombre (The Shadow Man)
11. Les Murs ont des oreilles (Hear No Evil)
12. La Partie de chasse (The Endangered Species)
13. Le Pigeon (Nobody Beats the House)
14. Un homme dans le parc (Hard Rock Roller Coaster)
15. Dettes de jeu (The Dead Samaritan)
16. Opération albâtre (Death of a Stone Seahorse)
17. La Cible mouvante (Moving Target)
18. Meurtre pour meurtre (Murder for Murder)
19. L'Avocat sans défense (To Ride a Tiger)
20. Le Prisonnier (The Prisoners)
21. Du pain sur la planche (The Seventh Grave)
22. À cache-cache (Catch Me If You Can)
23. Secret professionnel (Press Pass to the Slammer)
24. Le Testament de la mort (Deadly Heritage)

### Troisième saison (1973-1974)
1. À charge de revanche - 1re partie (He who Digs a Grave - Part 1)
2. À charge de revanche - 2e partie (He who Digs a Grave - Part 2)
3. L'Héritage de Cannon (Memo From a Dead Man)
4. Les Chiens de l'enfer (Hounds of Hell)
5. Erreur sur la personne (Target in the Mirror)
6. Meurtre par procuration (Murder by Proxy)
7. Vol de nuit (Night Flight to Murder)
8. Peine capitale (Come Watch Me Die)
9. Le Parfait alibi (The Perfect Alibi)
10. La Femme fatale (Dead Lady's Tears)
11. Une histoire boiteuse (The Limping Man)
12. Haute pression (Trial by Terror)
13. Meurtre numéroté (Murder by the Numbers)
14. La Vallée des damnés (Valley of the Damned)
15. Détournement aérien (A Well Remembered Terror)
16. Chantage sur le ring (Arena of Fear)
17. Portrait dédicacé (Photo Finish)
18. Amnésie dans le désert (Duel in the Desert)
19. Où est passée Jennifer ? (Where's Jennifer ?)
20. L'Argent sale (Blood Money)
21. Mort d'un chasseur (Death of a Hunter)
22. Le Temple de l'espérance (The Cure That Kills)
23. Le Séducteur (Bobby Loved Me)
24. Le Triangle maudit (Triangle of Terror)
25. Le Chasseur (The Stalker)

### Quatrième saison (1974-1975)
1. Une femme de bonne volonté (Kelly's Song)
2. Le Tueur (The Hit Man)
3. Affaire en suspens (Voice From the Grave)
4. La Dame en rouge (Lady in Red)
5. Double imposture (The Deadly Trail)
6. L'Otage (The Exchange)
7. Le Vengeur (The Avenger)
8. Affaire de famille (A Killing in the Family)
9. La Minute de vérité (Flashpoint)
10. L'Homme qui ne pouvait oublier (The Man Who Couldn't Forget)
11. Mort ou vif (The Sounds of Silence)
12. Le Prisonnier (The Prisoner)
13. Sans remords (Daddy's Little Girl)
14. Le Témoin (The Conspirators)
15. Chasse à l'homme (Coffin Corner)
16. Une ténébreuse affaire (Perfect Fit for a Frame)
17. Le Cinquième homme (Killer On the Hill)
18. Le Tueur de la colline (Missing at FL307)
19. Le Complot (The Set Up)
20. L'Investigateur (The Investigator)
21. La Fugue (Lady On the Run)
22. Vengeance (Vengeance)
23. Au nom de la liberté (Tomorrow Ends at Noon)
24. Pas de témoin (Search and Destroy)

### Cinquième saison (1975-1976)
1. Vendetta (Nightmare)
2. Fatalement frauduleux (The Deadly Conspiracy, part 1)  première partie d'un cross-over finissant avec le premier épisode de la saison 4 de  Barnaby Jones
3. Négligence (The Wrong Medicine)
4. Services secrets (The Iceman)
5. La Victime (The Victim)
6. L'homme qui mourut deux fois (The Man Who Died Twice)
7. Pour une larme de poison (A Touch of Venom)
8. Pris entre deux feux (Man in the Middle)
9. Le Bouc émissaire (Fall Guy)
10. Tel est pris (The Melted Man)
11. La Marche nuptiale (Wedding March)
12. Le Héros (The Hero)
13. Titre français inconnu (To Still the Voice)
14. La Star - 1re partie (The Star - Part 1)
15. La Star - 2e partie (The Star - Part 2)
16. Opération survie (The Games Children Play)
17. Machination (The Reformer)
18. Scandale à la une (House of Cards)
19. Le Pays des songes (Revenge)
20. Au loup ! (Cry Wolf)
21. La Mort venue de l'espace (Quasar Kill)
22. Les Négatifs (Snap Shot)
23. Intrigues amoureuses (Point After Death)
24. Liens de sang (Blood Lines)
25. L'Halluciné (Mad Man)

### Téléfilm (1980)
- Le retour de Frank Cannon (The Return of Frank Cannon)

## Commentaires
- La célèbre voiture du détective est équipée d’un téléphone. Son numéro : 213-191-9221[1].
- Pour son interprétation, William Conrad a été nommé aux Golden Globes de 1972 et 1973[1].

## Nominations et récompenses
- États-Unis[2] :
  - 1972 : Golden Globe du meilleur acteur pour William Conrad dans une série dramatique (Nommé)
  - 1973 : Golden Globe du meilleur acteur pour William Conrad dans une série dramatique (Nommé)
  - 1973 : Emmy Award de la meilleure série dramatique pour Quinn Martin, Harold Gast et Adrian Samish (Nommé)
  - 1973 : Emmy Award du meilleur acteur pour William Conrad dans une série dramatique (Nommé)
  - 1974 : Golden Globe de la meilleure série dramatique (Nommé)
  - 1974 : Emmy Award du meilleur acteur pour William Conrad dans une série dramatique (Nommé)
- Allemagne :
  - 1975 : Bambi de la meilleure série internationale pour William Conrad (Lauréat)
- Espagne :
  - 1974 : TP de Oro de la meilleure série étrangère (Lauréat)

## DVD
- France :
  - L'éditeur Showshank Films a sorti l'intégrale en France des deux premières saisons en dvd respectivement le 3 septembre 2013 pour la saison 1 partie 1[3], le 4 mars 2014 pour la saison 1 partie 2[4] et le 19 août 2014 pour l'intégrale de la saison 2[5]. Les copies n'ont pas été restaurées et l'audio est uniquement en français. Pas de suppléments sur les coulisses de la série. Les transferts sont identiques aux éditions américaines de CBS Vidéo qui a sorti les trois premières saisons en DVD. La durée des épisodes varie de 49 à 52 minutes, les montages présentés sont ceux des diffusions sur les chaînes locales américaines appelées le marché de la syndication.
- États-Unis :
  - Cannon, Season 1 volume 1 paru le 8 juillet 2008 chez CBS Vidéo contenant 12 épisodes de la première saison[6]
  - Cannon, Season 1 volume 2 paru le 2 décembre 2008 chez CBS Vidéo contenant 13 épisodes de la première saison[7]
  - Cannon, Season 2 volume 1 paru le 2 juin 2009 chez Paramount Home Vidéo contenant 12 épisodes de la seconde saison[8]
  - Cannon, Season 2 volume 2 paru le 12 février 2010 chez Paramount Home Vidéo contenant 12 épisodes de la seconde saison[9]
  - Cannon, Season 3 paru le 10 janvier 2013 chez Paramount Home Vidéo contenant l'intégralité des 25 épisodes de la troisième saison[10]
  - Cannon, Season 4 paru le 6 mai 2016 chez Visual Entertainment Inc. contenant l'intégralité des 24 épisodes de la quatrième saison[11]
  - Cannon, Season 5 paru le 27 mai 2016 chez Visuel Entertainment Inc. contenant l'intégralité des 25 épisodes de la cinquième saison[12]
  - Cannon, The Complete Collection une édition de l'intégrale est sortie le 2 septembre 2015 chez Visual Entertainment Inc. avec un disque en bonus : le téléfilm Le Retour de Cannon[13].